# Lorenzo Mattotti
Lorenzo Mattotti (Brescia, 24 de gener de 1954) és un comicaire, artista gràfic i il·lustrador italià. En el camp del còmic, Mattotti va guanyar un Premi Eisner el 2003 pel seu "Doctor Jekyll i Sr Hyde", mentre que els seus il·lustracions han estat publicades en revistes com: Cosmopolitan, Vogue, Newyorker, Le Monde i Vanity Fair.

## Biografia
Mattotti va néixer a Brescia (Llombardia). Va estudiar arquitectura quan era jove, però no va acabar el curs. Després d'alguns còmics tradicionals va aconseguir un estil propi. Il Signor Spartaco ser la ser el primer còmic fet sota aquesta ambició. La història es va centrar al voltant dels somnis d'un passatger del tren. Permetia que Mattotti utilitzés formes i colors en una manera prèviament no vista en el món del còmic clàssic. L'absència total d'aventura era també un canvi radical.

### Còmics
- Il Signor Spartaco (1982)
- Incidenti (1984)
- Fuochi (1986)
- Labyrinthes (1988
- Murmur (1989)
- Doctor Nefasto (1989, amb Jerry Kramsky)
- Caboto (1992, amb Jorge Zentner)
- L'Uomo alla Finestra (1992, amb Lilia Ambrosi)
- L'Arbre du Penseur (1997)
- Stigmate (1998, amb Claudio Piersanti)
- Dr Jekyll & Mr Hyde (2002, amb Jerry Kramsky)
- El rumor de la escarcha (2003, amb Jorge Zentner)
- Guirlanda (2017, amb Jerry Kramsky)

### Portfolis-Llibres
- Ligne Fragile (1999)
- Posters (2002)
- Angkor: Drawings Pastels Watercolors (2003)
- La Chambre (2004)

## Premis
- 1989 - Fuochi com a Millor obra estrangera publicada a Espanya
- 1992: nominat Best German-language Comic / Comic-related Publication en Max & Moritz Prizes, Alemanya
- 1998: Inkpot Award, Estats Units
- 2003: Eisner Award Best US Edition of Foreign Material, Estats Units
  - Nominat Artwork Award al Angoulême International Comics Festival, França
  - Nominat per al Outstanding Artist at the Ignatz Awards, Estats Units